# Francisco Malespín
Francisco Malespín Herrera (Izalco, Sonsonate, Reino de Guatemala, 28 de septiembre de 1806 – San Fernando, Chalatenango, El Salvador, 25 de noviembre de 1846) fue un militar y político salvadoreño que ejerció la Presidencia de la República de El Salvador del 7 de febrero al 9 de mayo de 1844 y del 16 de junio al 25 de octubre de 1844.

## Biografía
Francisco Malespín Herrera fue hijo del matrimonio compuesto por Juan Malespín y Luisa Herrera y Rodríguez, quienes se domiciliaron en San Salvador en 1824. Durante la guerra civil centroamericana (1826 - 1829), aún joven se distinguió en la Batalla de Mejicanos de 1828 y en la toma de la Fortaleza de San Fernando de Omoa en Honduras en 1832.

### Aniquilación definitiva del Estado de Los Altos

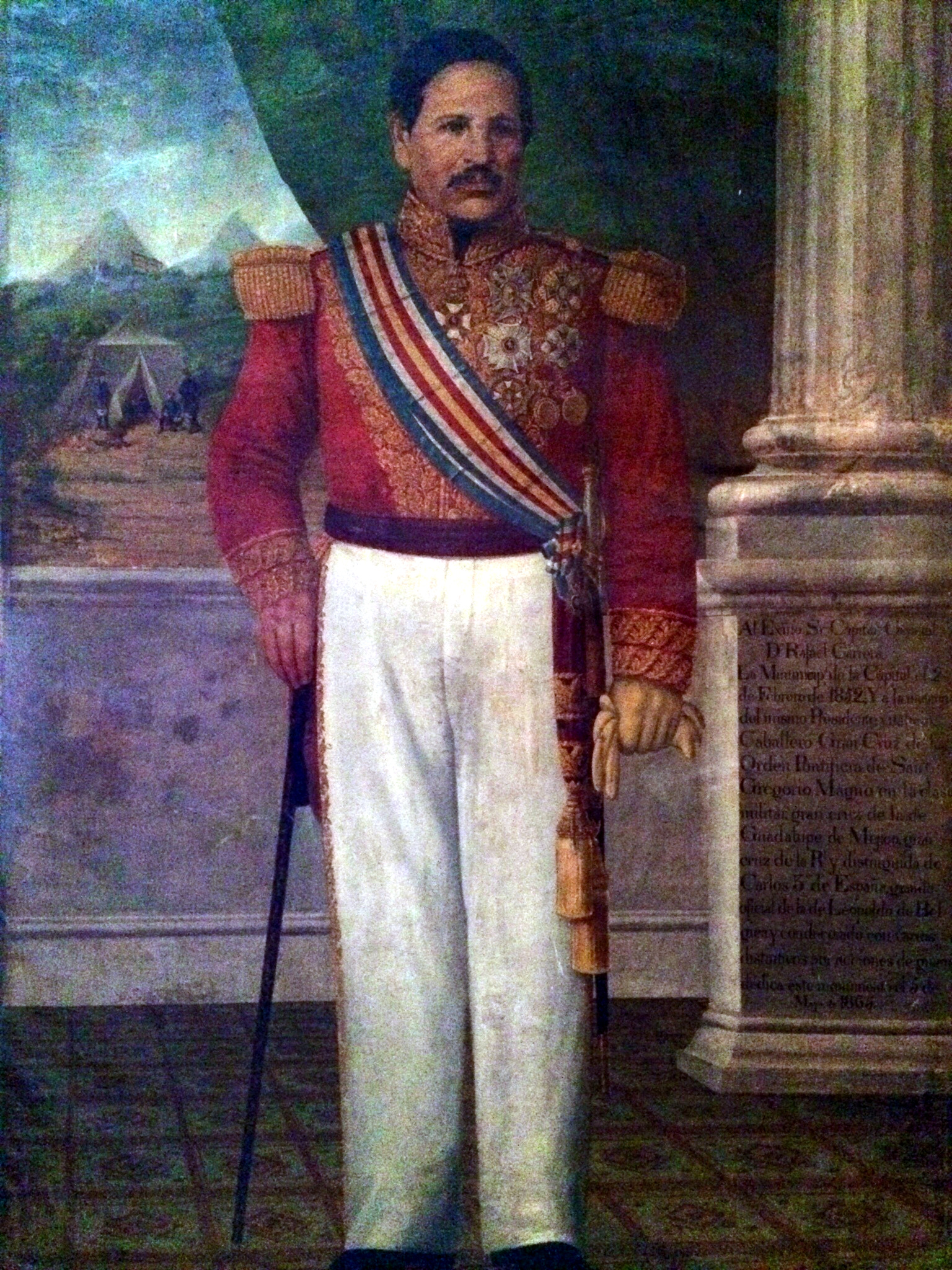
Rafael Carrera en 1854. En 1840, cuando era general de la revolución campesina, recuperó Los Altos para Guatemala.

Malespín destacó como caudillo del partido Conservador y colaboró con el general Rafael Carrera en Guatemala en sus combates contra Francisco Morazán y los criollos liberales del Estado de Los Altos.
Cuando el general Agustín Guzmán llegó a Quetzaltenango con la noticia de que Morazán había triunfado en la ciudad de Nueva Guatemala de la Asunción el 19 de marzo de 1840, la élite criolla liberal de la ciudad declaró nuevamente vigente el Estado de Los Altos. Agustín -a quien Morazán había liberado de prisión esa noche- no sabía que Carrera había hecho pensar a Morazán que había obtenido el triunfo y luego había aplastado sus fuerzas. Carrera entonces envió a Malespín a avisar a las comunidades quiché y cakchiquel que se prepararan nuevamente a combatir a los criollos quetzaltecos, y luego salió para Quetzaltenango decidido a escarmentar a los liberales altenses; al conocer esta noticia, la mayoría de los miembros del cabildo salió huyendo y los pocos que quedaron quisieron retractarse y pedir perdón por haber tratado de formar el estado nuevamente. Pero mientras los indígenas de la región perseguían a los criollos que huyeron, Carrera apresó a los miembros del cabildo que se habían quedado y luego los mandó a fusilar, a pesar de los reclamos de la población altense que por lo bajo murmuraba «¡Masacre! ¡Masacre!» Como resultado, los criollos liberales quedaron debilitados y mermados, y los conservadores capitalinos atemorizados; por su parte las poblaciones indígenas de Quetzaltenango se dieron cuenta de que tenían un aliado fuerte en Carrera.
Cuando Carrera regresó a Guatemala a atender a su madre agonizante, los liberales de la capital salieron huyendo y el temor de los conservadores del Clan Aycinena se acrecentó, pues estaba claro que, de haberlo querido, Carrera hubiera llevado a cabo la venganza indígena aniquilando a todos los blancos. Lo único que evitó una nueva masacre fue el hecho de que Carrera necesitara del dinero del Clan Aycinena para pagarle a sus tropas.

### Gobernante de El Salvador

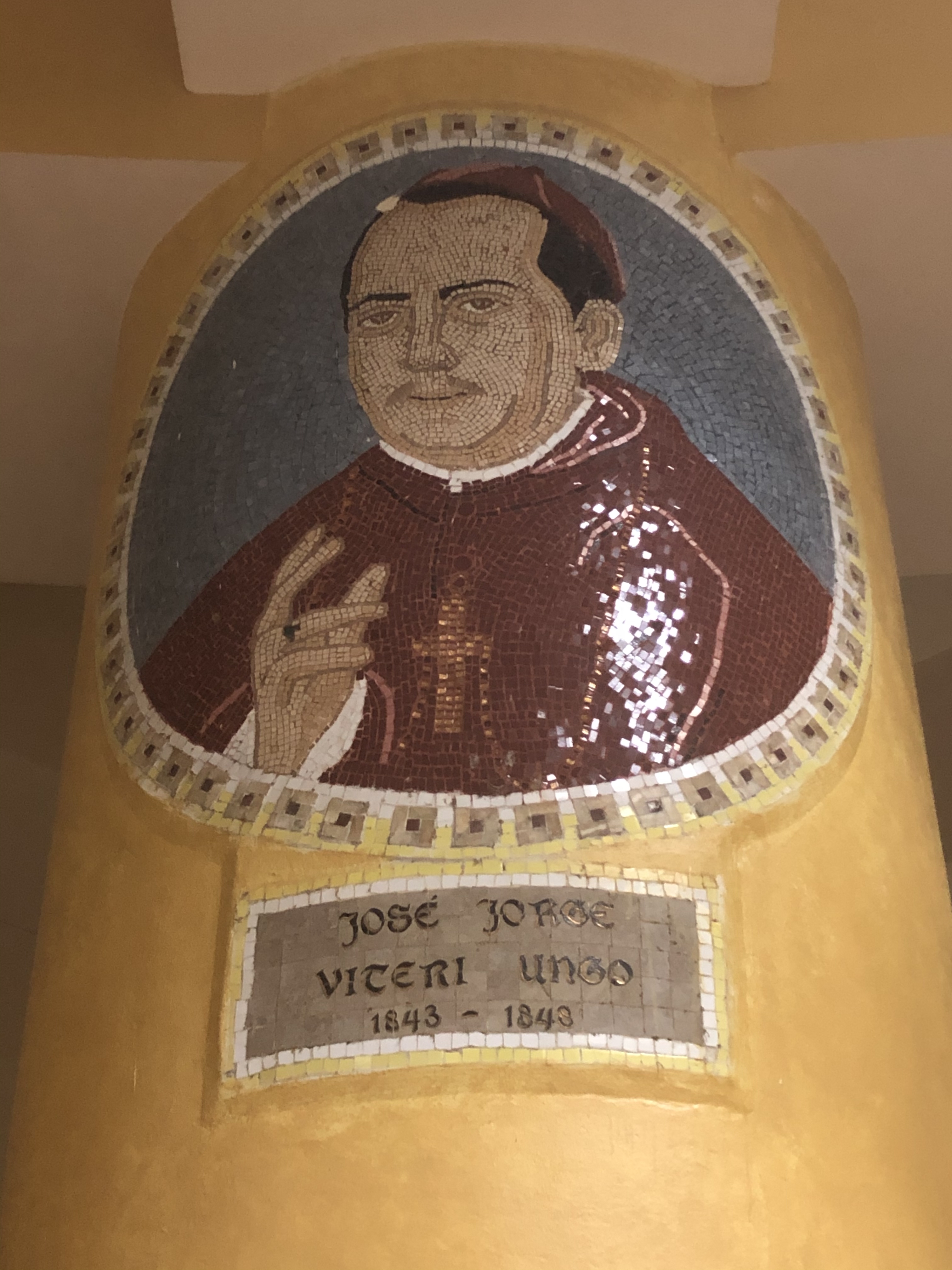
Imagen de Viteri y Ungo en su tumba en la catedral de San Salvador.

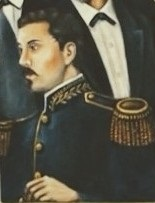
Francisco Malespín, fue uno de los mayores líderes conservadores de El Salvador en los años 1840. Al igual que muchos otros conservadores, Malespín se opuso a Francisco Morazán, un destacado político liberal, que se opuso a la disolución de la República Federal de Centroamérica.

Con Morazán derrotado, Carrera y su ejército entraron en El Salvador e impusieron un régimen conservador, con Malespín como Comandante de las Armas del Estado y Jorge de Viteri y Ungo -presbítero guatemalteco miembro del ultraconservador Clan Aycinena de Guatemala- como párroco de San Salvador. Con el apoyo de Rafael Carrera y de Francisco Ferrera, Malespín influyó poderosamente en los sucesivos gobiernos de Norberto Ramírez, Juan Lindo, José Escolástico Marín, Juan José Guzmán y Fermín Palacios.
En 1842 su padrino, el presbítero Jorge de Viteri y Ungo, visitó el Vaticano en donde consiguió que se estableciera una diócesis para El Salvador- la cual fue creada para él por el papa Gregorio XVI por medio de la Bula Universalis Ecclesia Procuratio el 28 de septiembre de 1842, elevando también su parroquia al rango de catedral, conocida hasta entonces como Parroquia El Sagrario.
El 28 de enero de 1843, Viteri y Ungo fue elegido como el primer Obispo de San Salvador, siendo consagrado el día siguiente. El 25 de septiembre, llegó a la ciudad de San Salvador para asumir el cargo y apoyar a su ahijado Malespín.
El 7 de febrero de 1844, Fermín Palacios entregó la Presidencia al general Malespín, quien había sido elegido Presidente de la República, para el período constitucional 1844 a 1846. Como representante de los conservadores, Malespín acordó con la Asamblea Legislativa decretar el restablecimiento del fuero eclesiástico al Clero salvadoreño, anulando la ley del 26 de agosto de 1830 que había suprimido dicho fuero y que fue emitida durante el gobierno del liberal José Damián Villacorta. El 25 de octubre de 1844, aliado con el gobierno hondureño en su lucha contra el gobierno de Nicaragua, Malespín entregó la Presidencia de la República a su vicepresidente, el general Joaquín Eufrasio Guzmán y la Comandancia del Ejército a Calixto Malespín, su hermano. Luego marchó hacia Nicaragua y en 1845 ocupó la ciudad de León El 26 de noviembre, los Ejércitos combinados de El Salvador y Honduras conocido como "Ejército Protector de la Paz" bajo el mando supremo de Malespín y con Guardiola como segundo al mando, son enfrentados por las escasas tropas de Fonseca, concentradas en León, que es sitiada.
Los granadinos a través de José Francisco del Montenegro ofrecieron su apoyo a Fonseca cuando estaba sitiado en León, bajo un pacto de mejorar el régimen; pero el Gran Mariscal contestó que el gobierno no pactaba con rebeldes, que los granadinos procedieran como mejor les pareciese, que él se reservaba darles el castigo merecido. Para la historia, los granadinos no se entendieron con Malespín sino hasta después que los leoneses, con el enemigo al frente, se negaron a aceptar sus proposiciones. Sin embarago, debe entenderse que las proposiciones de los granadinos no fueron para los leoneses "la voz cariñosa del hermano sino que fueron más un sarcasmo".
Los granadinos tuvieron que arreglarse con Malespín para deponer cuanto antes el absolutismo militar de Fonseca. Inicialmente, cerca de 400 flecheros matagalpas se alistaron en la defensa de León contra el ejército invasor, pero por el maltrato que recibieron de parte del "Gran Mariscal" liberal y por el rompimiento de la alianza libero-conservadora se unieron a los invasores junto a 200 granadinos con fusiles, pólvora, plomo y dos piezas de artillería.

### Negociaciones de paz
Para evitar la guerra, el 21 de noviembre se inician negociaciones de paz en la hacienda "Satoca" ubicada al sureste de Somotillo, los negociadores de Nicaragua son Hermenegildo Zepeda Fernández (1804-1880) y Gerónimo Carcache, las bases del arreglo al ser conocidas en León son rechazadas de manera tajante.
Los primeros combates son desastrosos para los atacantes y los hondureños deseaban retirarse, con dificultad Malespín les convenció para mantenerse en combate, cuando se unieron a los invasores Manuel Quijano y García y 64 dragones que habían desertado de León.
El 1 de diciembre se reanundan las negociaciones de paz, los delegados nicaragüenses son el canónigo Desiderio Cortés y Anselmo Alarcón por León; José Francisco del Montenegro por Granada y Juan Ruiz por Rivas. Malespín insiste en imponer condiciones onerosas y los delegados leoneses se retiran. 

### Gobierno provisiorio en Masaya
Afloran las diferencias entre los nicaragüenses y los conservadores granadinos abandonan a los liberales de León y el 8 de diciembre buscan apoyo en el jefe invasor. Así, Granada se puso del lado de Malespin, seguido de Rivas y otros lugares.
Los granadinos trasladadan la Asamblea Legislativa hacia Masaya, en donde el 16 de diciembre de 1844, Silvestre Selva Sacasa, senador de la Asamblea Legislativa, fue designado "Supremo Director provisorio", sin el consentimiento de León bajo sitio. José María Estrada fue nombrado Ministro General.
La parte más humillante de este arreglo fue la cláusula 3d,donde los departamentos del este y del sur reconocen a Malespin como "protector de los nicaragüenses" y General en Jefe de los ejércitos unidos, incluido uno organizado por esos departamentos, hasta el final de la guerra.

### Sitio de León
Algunos oficiales creían que Casto Fonseca, aunque valiente, no era competente para hacer una defensa adecuada. José María Valle Echeverría, "El Chelon", sugirió que Fonseca entregará el mando a José Trinidad Cabañas. Fonseca consideró la sugerencia como un insulto y, en consecuencia, Valle se retiró y Cabañas se convirtió en objeto de sospecha para Fonseca. Ante la ineptitud e intransigencia de Fonseca, el Supremo Director Madriz pone bajo su mando las defensas de la ciudad que habrá de soportar 59 días de sitio. La defensa de Sutiava fue encargada a Gerardo Barrios quien la organizó para la resistencia ante el asedio de los invasores jefeados por Malespín, su enemigo acérrimo.
Los sitiados en medio de su situación aflictiva contaban con una decisión absoluta, en secreto y grandes precauciones se introducían víveres a la plaza y aún elementos de guerra; se sabían los planes del enemigo y las iniquidades que se cometían fuera de las trincheras.
Un cargamento de armas para los leoneses, en un barco atracado en el puerto de El Realejo en el departamento de Chinandega, cae de manera fortuita en manos de los invasores (en realidad Malespin obtuvo información del inglés Manning, un agente del gobierno de Selva). Entre el armamento capturado se encontraban 1.000 mosquetes y 200 rifles, además de 200 barriles de pólvora, 200 quintales de plomo y 12.000. pedernales.

### Incendio de Sutiava
Con estas armas, el traidor Manuel Quijano y García (a) "El Malo" y Ramón Belloso el 22 de enero de 1845, incendian y ocupan Sutiava, fueron los flecheros matagalpas quienes incendiaron las casas pajizas de Sutiava permitiendo el avance hacia León que el 24 de enero fue ocupada con el posterior saqueo ordenado por Malespín y ejecutado por los viles y despiadados Nicolás Espinosa y Quijano. Belloso y Trinidad Muñoz fieles al honor militar se apartaron de tales tropelías.

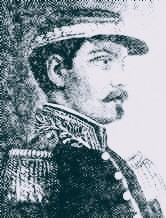
Francisco Malespín Durante La toma de León

La toma de León fue celebrada con mucho alborozo en Masaya, sede del gobierno granadino en acuerdo con Malespín.

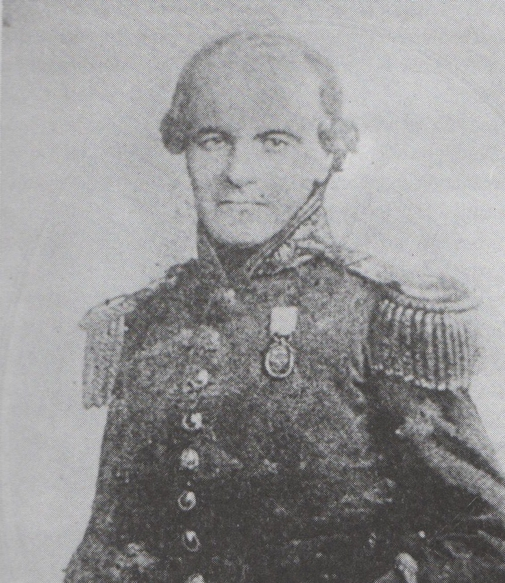
Poco después de su nombramiento como presidente, invadió Guatemala sin éxito y luego atacó Nicaragua donde capturó la ciudad de León en 1845. Fue derrocado por el vicepresidente Joaquín Eufrasio Guzmán

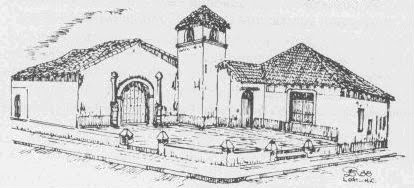
Boceto de la capilla de San Juan de Dios, que fue saqueada por las fuerzas invasoras de Francisco Malespín durante el final de la guerra.

en donde es recordado por su afición al ron y su carácter volátil que provocó excesos de sus tropas que incendiaron la ciudad y saquearon los objetos sagrados de sus iglesias. Pero el 15 de febrero de 1845, a pesar de retornar 'victorioso' de la campaña en Nicaragua, el Ejército lo desconoció y el Poder Legislativo declaró nula su elección como Presidente de la República, siendo sustituido por el vicepresidente Guzmán; además, debido a los abusos cometidos -a los que se sumaba el fusilamiento del presbítero Dionisio Urcuyo y Crespín- el obispo Viteri y Ungo lo excomulgó el 23 de febrero de 1845 en la Catedral de San Salvador. Malespín no solamente ejecutó ciudadanos prominentes de la sociedad leonesa de ese entonces, incluyendo al Supremo Director Madriz y Crescencio Navas, Ministro General de éste; también permitió que su tropa abusara de la población civil con violaciones a mujeres y robo de los tesoros religiosos en las iglesias y casas de habitación como pago de los "gastos de guerra". La única casa exenta del saqueo fue la de Manning.
También, mando a fusilar en el atrio de la capilla "San Juan de Dios" al presbítero Dionisio Urcuyo y Crespín, por defender a los enfermos que estaban siendo masacrados en el hospital "Santa Catarina mártir" del cual era capellán siendo párroco de la iglesia San Juan Bautista de Sutiaba. Una placa conmemorativa fue colocada en la pared del atrio donde fue fusilado el Padre Crespín. 
El canónigo Desiderio Cortés también fue fusilado. Los líderes liberales Cabañas y Barrios, lograron salir hacia El Salvador escapando así de la sed de venganza de Malespín. Malespín huyó a Honduras en donde recibió protección del Presidente Coronado Chávez.                               
El 27 de abril de 1844, el General Manuel José Arce, buscando derrocar a Francisco Malespín y contando con el apoyo militar del presidente de Guatemala el General Rafael Carrera (quién estaba en desacuerdo con Malespín), invadió el territorio salvadoreño por Atiquizaya, pero fue derrotado, el 5 de mayo, por las tropas salvadoreños que desde Santa Ana dirigía el teniente coronel Pedro Escalón. A pesar de ello, Rafael Carrera buscó continuar con la guerra, mientras que Malespín se puso al frente de las tropas salvadoreñas el 9 de mayo; al final ambas naciones firmaron un convenio de paz en Quezada (Guatemala) el 5 de agosto de ese año; por lo que Malespín siguió gobernando hasta ser derrocado en febrero de 1845.

### Caída de Malespín
El 11 de julio de 1847, el obispo de San Salvador Jorge de Viteri y Ungo esparció rumores de que el presidente Eugenio Aguilar lo quería desterrar, eso generó descontento en la población de la capital que provocó que se convocarán manifestaciones en contra del mandatario. Debido a ello, y para calmar la situación, el 12 de julio, Aguilar decidió dejar el gobierno y depositarlo en el senador Fermín Palacios. Sin embargo, dicho acto de dejar el poder por Aguilar hizo que en el país la actitud del obispo fuese vista de forma desfavorable, por lo que varios políticos de entonces, en especial la municipalidad de San Salvador, le escribirían para que regresase y recuperase el mando, y el comandante de las tropas de San Miguel el General Gerardo Barrios junto con sus tropas se puso a su disposición. El 17 de julio, Aguilar retoma el mando; y en vista de esa situación, el obispo Viteri decide dejar el país e irse a Honduras (a la vez que el gobierno le prohibió regresar al país) para apoyar la pretensión del General Francisco Malespín de recuperar la presidencia. Malespín intentaría invadir el país pero fue asesinado el 25 de noviembre de ese año en San Fernando (departamento de Chalatenango); por lo que Aguilar continuó ejerciendo el poder hasta la finalización del período de 2 años (1846 a 1848) para el que había sido electo.

## Muerte
En noviembre de 1846, intentó invadir El Salvador, para recuperar la presidencia pero cuando marchaba hacia San Salvador, fue asesinado a manos de un grupo de indígenas en el pueblo de San Fernando, departamento Chalatenango. Fue decapitado y su cráneo fue colgado en Ciudad Delgado, en donde, por ese hecho, ahora se conoce como la «Cuesta de la Calavera».
Sin embargo, en la página 3 de la Gaceta del (Sic) Salvador n.o 1, Tomo n.o 1, del 23 de marzo de 1847, se relata la muerte de Francisco Malespín de la siguiente manera: «El gobierno destacó una columna de tropa contra él: se ha dado una acción de guerra y los facciosos han sido deshechos con muchas pérdidas; quedando entre los muertos el propio Malespín, que pereció defendiéndose como un tigre». De acuerdo con esta narración, Francisco Malespín no murió a manos de indígenas, sino en una acción propia de guerra contra elementos de tropa del Gobierno de El Salvador.

## Legado
Es recordado con un busto en su honor por haber impulsado el alumbrado público en la ciudad de San Salvador y por ser el principal responsable para que el 16 de febrero de 1841 fuera aprobado el Decreto Legislativo de Fundación de la Universidad de El Salvador por parte de la Asamblea Constituyente reunida en esa época. También estableció el servicio militar.

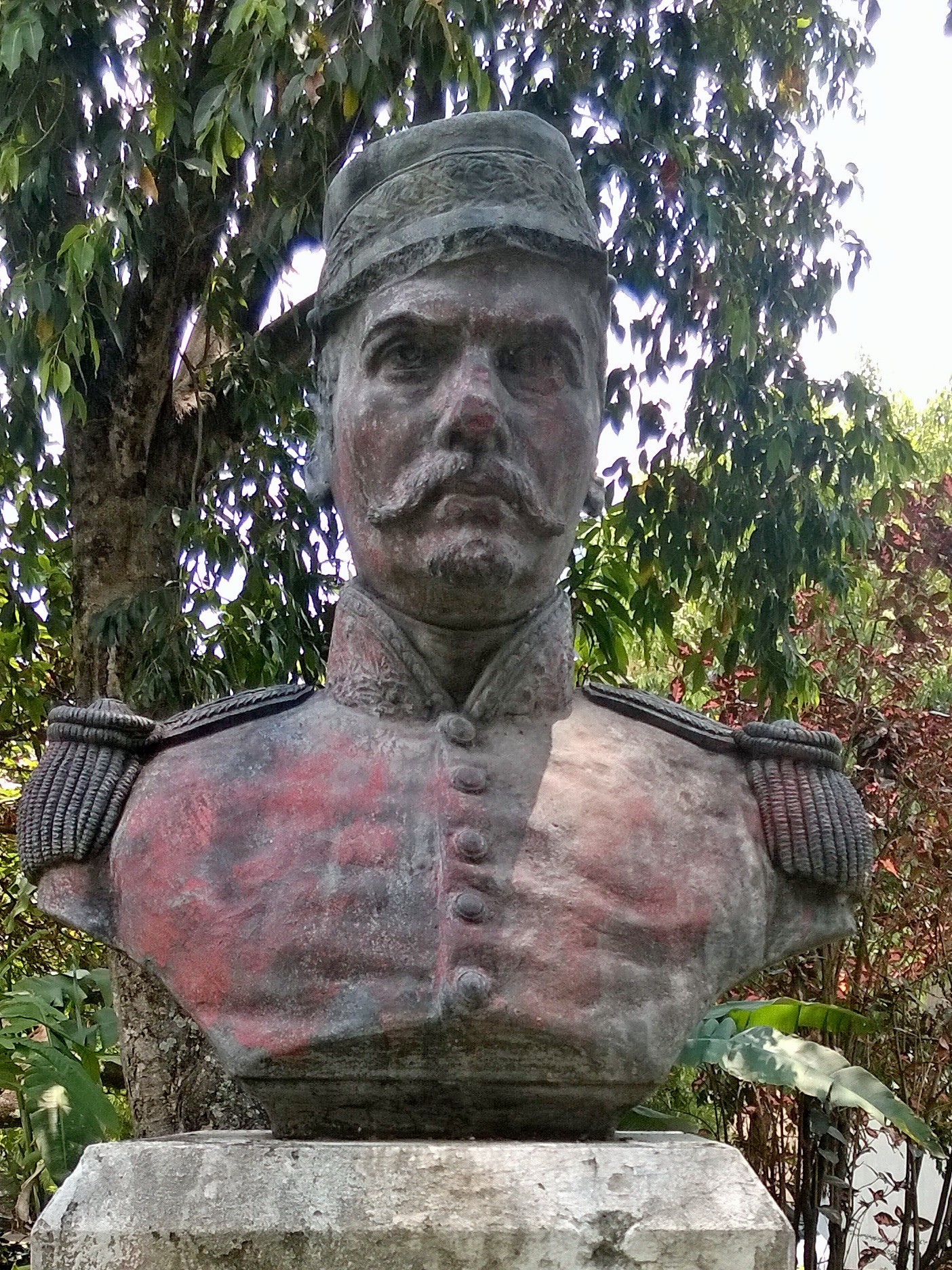
Busto de Francisco Malespín en la Universidad de El Salvador.

A iniciativa suya se acordó la formación de la primera Banda Militar de Centroamérica, la cual quedó bajo la dirección del maestro don José Martínez, natural de San Agustín de La Florida, llegado a Centroamérica en 1841 cuando desembarcó en el puerto de Omoa en Honduras. El maestro Martínez había sido en La Habana, Director de la Banda del Regimiento de León.
Se le atribuye la creación del Malespín, un código secreto que utilizó durante sus campañas militares en sus comunicaciones escritas y orales.